# James Carney
James Patrick Carney, född 17 mars 1914, död 1989, var en irisk keltolog.
Carney avlade kandidatexamen vid University College Dublin 1936 och studerade 1936–1937 vid universitetet i Bonn. År 1941 utnämndes han till professor i keltiska studier vid Dublin Institute for Advanced Studies. Från 1950 till 1952 var han gästprofessor vid Uppsala universitet och från 1965 till 1966 – vid University of California, Los Angeles.
Karney, som kom till Uppsala som gästprofessor på inbjudan av Bodvar Liljegren, var med och etablerade avdelningen för keltiska språk vid Uppsala universitets engelska institution. Den 14 november 1950 gav han där den första föreläsningen i Irlands historia och litteratur. Han kallades till ledamot av Kungliga Humanistiska Vetenskapssamfundet i Uppsala 1959 och utnämndes till hedersdoktor vid Uppsala universitet 1975.